# Satoshi Ohmae
Satoshi Ohmae (Japans: 大前哲, Ōmae Satoshi) (Hyogo, 25 november 1943) is een Japans componist en muziekpedagoog.

## Levensloop
Ohmae studeerde aan de Osaka Gakugei Universiteit (nu: Osaka Kyoiku Universiteit) in Osaka en heeft in 1967 afstudeert.  Zijn werk In the Memories werd in 1988 in Amsterdam tijdens het 2e JFC concert uitgevoerd. Ohmae behaalde tijdens de tweejaarlijkse Internationale compositiewedstrijd voor harmonieorkesten van de Belgische stad Harelbeke in 2010 de tweede prijs. 
Vanaf 1969 werkt hij aan het Osaka Music Research Institut. Tegenwoordig is hij professor in muziek aan de Soai universiteit in Osaka.
Ohmae organiseerde in 1992 de Muziek Tentoonstelling in de Japanse stad Kobe. 

## Composities

### Werken voor orkest
- 1995 Passa il tempo, voor orkest en drie kinderkoren, op. 92
- 2000 La canzone dei ricordi, voor viool solo en orkest, op. 110
- 2001 The Broken Times, voor gemengd koor en orkest, op. 116
- 2002 Frammenti di Spazio, voor orkest, op. 118
- 2004 COME IL VENTO PASSATI, voor dwarsfluit en strijkorkest, op. 126
- 2006 Spazio Variato, voor orkest, op. 140  (won de 3e prijs tijdens de "Alexander Tansman VI International Competition of Musical Personalities" 2006)
- 2008 Symphonic Canticle "Shinran", voor gemengd koor en orkest, op. 144

### Werken voor harmonieorkest
- 2003 Space Fragments, voor harmonieorkest, op. 125
- 2006 Space Gradation, voor harmonieorkest, op. 138
- 2010 Symphonic Canticle  "Shinran", versie voor harmonieorkest, op. 144 nr. 2
- 2010 Symphonic Overture  "Access 66", voor harmonieorkest, op. 150 b
- 2010 In the Distance, voor harmonieorkest, op.151 a

### Kamermuziek
- 1973 Double Talk nr. 1, voor viool en altviool, op. 6
- 1973 Double Talk nr. 2, voor dwarsfluit en klarinet, op. 7
- 1982 In the Memories, voor twee piano's en slagwerk - première: door Yoko Abe, Kyoko Hashimoto (piano) en Johan Faber op 29 februari 1988 in De IJsbreker, Amsterdam, op. 35
- 1983 Märchen, voor picollo-blockfluit, op. 48
- 1983 Osaka '83, voor blokfluit, gitaar, slagwerk en koto, op. 50
- 1984 Ko, voor blokfluit (of dwarsfluit), op. 54
- 1986 Silver Shimmers II, voor dwarsfluit-ensemble, op. 58
- 1988 TRE SOLI, op.65
- 1992 Interlace, voor altsaxofoon, op. 82
- 1994 Seams: Double-Talk nr. 24, voor twee klarinetten, op. 88
- 1996 Access II, voor saxofoonkwartet, op. 93
- 1998 Phase: Double Talk nr. 26, voor tenorblokfluit en 21-snaren koto, op. 103
- 2001 Respirations, voor houtblazers-ensemble, op. 114
- 2001 Time links, voor dwarsfluit en piano, op. 115
- 2002 Altro Festone, voor dwarsfluit, klarinet, cello, vibrafoon en piano, op. 117  (won de 1e prijs tijdens de "TauKay Edizioni Musicali (TEM) IV° International Contest "Città di Udine" 2001/2002"), op. 117
- 2003 Sequential Fragments, voor ensemble (2 dwarsfluiten, klarinet, basklarinet, 2 violen, 2 altviolen, cello en slagwerk), op. 122
- 2003 Spacing II, voor blokfluit, op. 123
- 2003 Time Spacing: Double Talk nr. 28, voor blokfluit en gitaar, op. 124
- 2004 Spazio improvisare, voor barokhobo, op. 128
- 2004 Double link, voor dwarsfluit, klarinet, vibrafoon en piano, op. 129
- 2004 Time Tracing: Double Talk nr. 28, voor harp, dwarsfluit en altviool, op. 131  (won tijdens de "Debussy Trio International Composition Competition")
- 2005 The Man in a space -Okuno Hosomichi-, voor spreker, cello, slagwerk en piano, op. 132
- 2005 Lyrical Landscape, voor fluit-ensemble, op. 133
- 2005 Refrain: Double Talk nr. 30, voor dwarsfluit en gitaar, op. 134
- 2005 Dual Tensity: Double Talk nr. 31, voor blokfluit en marimba, op. 135
- 2006 Time Shift, voor strijktrio, op. 136
- 2006 Solitude Soul, voor solo slagwerk en marimba-ensemble, op. 137
- 2006 Spazio Improvisare II, voor hobo, op. 139
- 2007 Time Portraits: Double Talk nr. 32, voor twee violen, op. 141
- 2007 Time Sequence: Double Talk nr. 33, voor klarinet en basklarinet, op. 142
- 2008 Twofold, voor twee eufonium en twee tuba's, op. 145
- 2010 Trio Festone, voor dwarsfluit, vibrafoon en piano (won de 3e prijs tijdens de International Composition Competition - "Premio GERMI 2010" in Rome; de 1e en 2e prijs werden niet uitgereikt), op. 153

### Werken voor piano
- 1971 Resonance nr. 1, op. 4
- 1975 Resonance nr. 2, op. 10
- 1988 Trailing Away, op. 67
- 1997 Aspetta Domani, op. 97
- 1999 The Prospects nr. 2, op. 106
- 2002 Modo Frammentario, op. 120
- 2004 Memories Once More: Double Talk nr. 29, voor twee piano's vierhandig, op. 127  (won de 2e prijs tijdens de International Composers’ Competition “Lutosławski Award 2008” in Warschau)
- 2008 Memories Once More II: Double Talk nr. 29, voor twee piano's vierhandig, op. 146

### Werken voor gitaar
- 2002 Spacing I, voor gitaar, op. 119
- 2004 Sound shift, voor gitaar, op. 130

### Werken voor mandolinenensemble
- 2001 Seven short Scenes III, voor mandolinen-ensemble, op. 113

### Werken voor slagwerk (percussie)
- 1982 Undulation I, voor marimba, op. 40
- 1980-1984 Polymer, voor slagwerk solo + assistent spelers , op. 51
- 1998 Join V, voor slagwerk-ensemble, op. 101

### Werken voor traditionele Japanse instrumenten
- 2002 Tre Suoni, voor drie shakuhachi, op. 121

## Prijzen tijdens internationale compositiewedstrijden
- 1999 Winner van de compositiewedstrijd tijdens de ISCM World Music Days in Boekarest
- 2000 2e prijs bij de Gustav Mahler Internationaler Kompositionswettbewerb van het Musikforum Viktrim Klagenfurt
- 2003 1e prijs TauKay Edizioni Musicali (TEM) IV° International Contest "Città di Udine"
- 2004 Winner tijdens de "Debussy Trio International Composition Competition"
- 2008 2e prijs Lutoslawski International Composers Competition, Łódź
- 2010 2e prijs International Wind Band Composition Competition Harelbeke
- 2016 3e prijs International Wind Band Composition Competition Harelbeke[1]